# Amaya Coppens
Amaya Eva Coppens Zamora (Bruselas, Bélgica, 31 de octubre de 1994) es una activista belga-nicaragüense y líder estudiantil crítica con el gobierno de Nicaragua. 

## Biografía
Coppens nació en Bruselas y creció en Estelí. En 2018, mientras cursaba el quinto año de medicina en la Universidad Nacional Autónoma de Nicaragua en León (UNAN-León), decidió unirse a las protestas a nivel nacional. Debido a su papel activo contra el gobierno de Daniel Ortega, fue detenida en septiembre y acusada de terrorismo y robo agravado, entre otros cargos. Amaya permaneció nueve meses encarcelada, donde protagonizó una huelga de hambre contra la Ley de Amnistía. Después de ser liberada, continuó siendo víctima de señalamientos y amenazas. El 14 de noviembre de 2019 Amaya fue detenida nuevamente. El 30 de diciembre del mismo año, fue liberada junto a otras 90 personas por el gobierno nicaragüense.
Actualmente es miembro de la Articulación de Movimientos Sociales, del Movimiento Universitario 19 de Abril de la UNAN-León y de la Coordinadora Universitaria Democracia y la Justicia.

## Reconocimientos
- Persona del Año 2019[4] elegida por el Comité Editorial de Despacho 505, compuesto por editores y expertos en diversas disciplinas.

- Premio Internacional a las Mujeres de Coraje 2020[5] otorgado anualmente a mujeres de todo el mundo que han demostrado un coraje y liderazgo en la defensa de la paz, la justicia y los derechos humanos.